# 백구야 훨훨 날지마라
백구야 훨훨 날지마라는 1983년 공개된 대한민국의 영화이다.

## 배역
- 하재영
- 나영희
- 신성일
- 석금성
- 임옥경

## 수상
- 1982년 제21회 대종상
  - 특별상 연기부문 - 나영희
- 1983년 제3회 한국영화평론가협회상
  - 여우주연상 - 나영희
  - 각본상 - 송길한
  - 특별상 - 석금성